# 洪育府
洪育府（1979年11月8日—）職業漫畫家，曾是台灣東立出版社的特約漫畫家，擅長少年漫畫。出生於彰化市。日本大阪綜合設計專科學校漫畫學科畢業。目前是臺中市漫畫從業人員職業工會第3屆理事、角川國際動漫教育漫畫科講師、LEVEL X勇者漫畫工作室負責人。
曾擔任臺中市漫畫從業人員職業工會第1.2屆理事長。

## 人物
- 小學受到父親看漫畫的影響，開始喜歡塗鴉。進入國中後立志成為漫畫家，後來就讀明道中學美工科；但知道不喜歡純藝術後，放棄升學，轉型成職業漫畫家。於當兵前夕完成的漫畫作品「夢靈」，在大然文化「大然全國漫畫新人獎」的得到優選。
- 2006年以〈LOVE集集如律令〉刊載於東立出版社《龍少年》月刊而正式出道。
- 2012年成為創立LEVEL X勇者工作室的一員，並開始參與同人誌的創作。
- 2014年6月成立臺中市漫畫從業人員職業工會 （页面存档备份，存于），擔任第一、二屆理事長。

## 得獎紀錄
- 1999年－大然文化第二屆大然全國漫畫新人獎『優選』
- 2001年－大然文化第四屆大然全國漫畫新人獎『佳作』
- 2006年－《LOVE集集如律令》獲得東立出版社第七屆東立少年短篇漫畫賞[3]
- 2010年8月－《獵夢學園》行政院新聞局第一屆金漫獎入圍[4]

## 作品一覽

### 短篇漫畫
- LOVE集集如律令
- 洪育府老師作品集(全) （页面存档备份，存于）

### 長篇漫畫
- 獵夢學園全5集
- 極樂八仙全6集
- 前略。我與貓和天使同居。全7集(東立電子書城)
- 軒轅劍 崑崙紀(全十回)[5]
- 時光的芽子 （页面存档备份，存于）(全六回)

### 教學書
- 快速學好你的 clip studio paint 全一冊

## 公開活動
- 2014.08.09 第 15 屆漫畫博覽會洪育府老師 &BIGUN 老師聯合簽名會 （页面存档备份，存于）
- 2015.05.13-《新唐人》亞太電視台採訪
- 2015.06.30-麥卡貝Live直播魯蛋當家專訪
- 2015.08.22 台北 animate 旗艦店 洪育府 宇文風老師簽名會
- 2015.10.09 《中時電子報》採訪「明師出高徒」
- 2015.10.14 《公視藝文大道》第163集 熱血奔向漫畫夢－黃瀛洲、王士豪、洪育府 專訪
- 2016.04.13 《 國立教育廣播電臺 》 明師高徒計畫漫畫家工作甘苦談
- 2016.07.14 台中新聞局長卓冠廷拜訪 台中漫畫工會
- 2016.08.13 第十七屆漫畫博覽會 鮭 鯊 x 洪育府老師 聯合簽名會 （页面存档备份，存于）
- 2017.03.09 【台灣藏寶圖】角川國際 正統漫畫教育 打造台灣動漫王國 （页面存档备份，存于）
- 2017.08.25 國立教育廣播電臺-優活在一起 專訪
- 2019.09.26  108 年度青年希望工程巧藝百工 ACG 大冒險 專訪
- 2019 .11.29 國立教育廣播電臺「博古通今」 台灣漫畫家養成坎坷之路 專訪 （页面存档备份，存于）
- 2022.11.22-克萊兒的展覽異想世界「創作就是一直在變賣人生經驗」 （页面存档备份，存于）
- 2023.04.01-第二屆台中動漫節 行政院副院長鄭文燦人像致贈

## 展覽
- 2014.05.15 明道舉辦校友漫畫展 邀傑出校友洪育府分享漫畫夢 （页面存档备份，存于）
- 2017.07.06 桃園 國際動漫展 六國原創展 （页面存档备份，存于） 台灣區代表之一
- 2017.08. 11 台中國際動漫博覽會 原創小誌市集[]
- 2019.08.10 谷關溫泉漫畫嘉年華四格漫畫展 （页面存档备份，存于）
- 2019.11.07-12.22彰化生活美學館 台灣漫畫 漫漫長路 特展[6]
- 2021-國立台灣藝術教育館 動漫藝次元展
- 2022.05.14-第四市場-台中漫慢展
- 2022.09-漫慢台中-蓋夏圖書館展
- 2024.01.02-03.31-《界線之間》洪育府與許瑞峰的漫畫藝術聯展